# Lozzi
Lozzi là một xã trong vùng hành chính Corse, thuộc tỉnh Haute-Corse, quận Corte (quận), tổng Niolu-Omessa. Lozzi nằm trên độ cao trung bình là 1044 mét trên mực nước biển, có điểm thấp nhất là 817 mét và điểm cao nhất là 2706 mét. Xã có diện tích 30,79 km², dân số vào thời điểm 1999 là 132 người; mật độ dân số là 4 người/km².

## Thông tin nhân khẩu
| 1962 | 1968 | 1975 | 1982 | 1990 | 1999 |
| ---- | ---- | ---- | ---- | ---- | ---- |
| 337  | 348  | 247  | 230  | 136  | 132  |